# Die Lederhosenaffäre
Die Lederhosenaffäre ist eine österreichische Filmkomödie der ORF-Fernsehfilmreihe Stadtkomödie aus dem Jahr 2021 von Markus Engel mit Stefan Pohl und Josephine Bloéb. Auf Flimmit wurde der Film am 8. Dezember 2021 veröffentlicht, die ORF-Erstausstrahlung erfolgte am 15. Dezember 2021. Auf Arte sollte der Film ursprünglich erstmals am 7. Juli 2022 gezeigt werden, die Arte-Erstausstrahlung wurde auf den 21. Dezember 2022 verschoben. Es handelt sich um die erste ORF-Stadtkomödie aus Innsbruck.

## Handlung
Konstantin Zeller ist ein Jus-Student kurz vor dem Abschluss, der noch bei seiner Mutter Daniela wohnt und versehentlich mit einem Campingkocher die Bibliothek der Universität Innsbruck in Brand setzt. Danach flüchtet er sich für fünf Jahre in eine Tätigkeit als Konzipient in der kleinen Anwaltskanzlei des Anwalts Dr. Kuschka in Innsbruck. Nachdem Kuschka in Pension geht übernimmt Dr. Vinzent Sparber dessen Kanzlei. Kuschka, der Konstantin zwischen Tür und Angel eröffnet, dass er möglicherweise sein Vater sein könnte, hätte zwar gerne Konstantin die Kanzlei übergeben, dies scheitert jedoch am fehlenden Studienabschluss von Konstantin. Nach der Übernahme wird Konstantin von Sparber entlassen.
Für seine Mutter muss Konstantin mit einer Ritterrüstung verkleidet Flugzettel verteilen, um Werbung für ein Ritterfest zu machen, als er auf seine frühere große Liebe Olivia trifft. Olivia betreibt gemeinsam mit ihrem Mann Georg Heindl ein kleines Tiroler Unternehmen, das kurze Lederhosen herstellt und vertreibt. Sie wurden von einem bayerischen Großkonzern verklagt. Konstantin bietet ihr seine Hilfe im Markenrechtsstreit um die Frage, wer die kurzen Lederhosen erfunden hat, an und möchte seine mittlerweile verheiratete Exfreundin zurückgewinnen. Allerdings verschweigt er ihr, dass er sein Studium noch nicht abgeschlossen hat und kein Anwalt ist. 
Der Tiroler Vizebürgermeister Gernkönig, der von seiner Partei fallengelassen wurde, möchte den Rechtsstreit nutzen, um sich zu profilieren und seine ursprüngliche Position zurückzugewinnen. Auch Gernkönig eröffnet Konstantin, dass er als sein möglicher Vater in Frage kommen würde. Ebenso möchte die bayrische Bürgermeisterin Marlene Fischer den Prozess nutzen, um mediale Aufmerksamkeit zu generieren.
Sparber verlangt, dass Konstantin undercover als Konzipient für ihn arbeitet und bekommt von Kuschkas ehemaliger Sekretärin Uli Martens, die nun für Dr. Sparber tätig ist, Unterstützung. Konstantin vertritt die Meinung, dass die Lederhose Kulturgut und damit Allgemeingut sind und daher markenrechtlich nicht schützbar. Dies versucht er mit Umfragen zu untermauern. Die Gegenseite wird von DDr. Hitzeck, einer Markenrechtsexpertin und früheren Professorin von Konstantin, vertreten. Sie beruft sich auf den Schutz einer Wort-Bild-Marke, die sich der bayerische Konzern eintragen ließ. Konstantin verlangt allerdings von der Gegenseite, Beweise für den Originalitätsanspruch vorzulegen. Die Richterin gibt ihnen dafür eine Woche Zeit.
Nachdem Olivia erfährt, dass Konstantin kein Anwalt ist bietet ihr Dr. Sparber seine anwaltliche Unterstützung an. Während Sparber zu einem Vergleich rät, rät Konstantin davon ab. Um weitere Argumente zu sammeln, suchen Konstantin und Uli Georgs Vater Sepp auf dessen Berghütte auf. Dort finden sie einen Beleg in Form eines Buches dafür, dass die Vorfahren der Heindls die kurzen Lederhosen bereits zehn Jahre vor den Deutschen kannten. Allerdings verlieren sie das Buch beim Abstieg. Auch Sepp war in jungen Jahren in der Band von Daniela, die damals Sängerin war, ist damit ebenfalls möglicherweise der Vater von Konstantin.
Konstantin gelingt es rechtzeitig mit Hilfe eine Sachverständigen zu beweisen, dass keine von beiden Parteien der Urheber der kurzen Lederhose ist, und damit die Gegenseite keinen Originalitätsanspruch stellen kann. DDr. Hitzeck zieht daraufhin die Klage zurück, der Konzern übernimmt sämtliche Prozesskosten. Während Daniela mit ihrem Liebhaber, dem Künstler Dimitri Benakis, nach Griechenland auswandert, planen Uli und Konstantin eine gemeinsame Zukunft.

## Produktion und Hintergrund
Die Dreharbeiten fanden von Anfang September bis Anfang Oktober 2020 in Innsbruck und Umgebung statt. Produziert wurde der Film von der e&a film (Produzenten Markus Pauser und Iris Moizi), beteiligt waren der Österreichische Rundfunk und Arte. Unterstützt wurde die Produktion von Cine Tirol.
Die Kamera führte Christoph Beck. Für den Ton zeichnete Peter Rösner verantwortlich, für das Szenenbild Esther Frommann, für das Kostümbild Andrea Kuprian, für die Maske Sabine Hehnen-Wild und Hedi Mayr-Hassler und für das Casting Nicole Schmied.
Armin Wolf hatte im Film einen Cameo-Auftritt, er berichtet im Film im Rahmen der Zeit im Bild über den Brand und den Rechtsstreit.

## Rezeption
Andrea Diener meinte in der Frankfurter Allgemeinen Zeitung, dass der Film nur bedingt komisch und keine besonders gute Komödie sei. Die Handlung sei vorhersehbar und ohne Überraschungen, „unangenehm unüberraschenderweise“ gehe dann alles gut aus.
Volker Bergmeister vergab auf tittelbach.tv 3,5 von 6 Sternen, der Film biete zwar einen vergnüglichen Blick auf die Seele der Tiroler und ihre Verbundenheit mit Kulturgütern, bliebe dabei aber doch stark an der Oberfläche haften. Den gesellschaftskritischen und politischen Andeutungen fehle es an Schärfe und Biss. Der Film sprudle zwar vor Ideen und biete viele spaßige Details, allerdings ergebe Einfallsreichtum allein noch keinen runden Film.
Oliver Armknecht bewertete den Film auf film-rezensionen.de mit vier von zehn Punkten, der zwar ein ungewöhnliches Thema habe aber tatsächlich Spaß mache die Komödie nicht, da sowohl Abwechslung wie auch Humor zu wünschen übrig ließen.

## Auszeichnungen und Nominierungen
54. Fernsehpreis der Österreichischen Erwachsenenbildung
- Nominierung in der Kategorie Fernsehfilm, inklusive Serien, Fiction, Doku-Fiction, Edutainment – Markus Engel (Regie), Harald Haller und Marc Brugger (Drehbuch), Susanne Spellitz (ORF-Redaktion)[11]